# سکوراشویتسه
سکوراشویتسه (به لهستانی:  Skoraszewice) یک روستا در لهستان است که در گمینا پنپووو واقع شده‌است.